# Monticalia
Monticalia là một chi thực vật có hoa trong họ Cúc (Asteraceae).

## Loài
Chi Monticalia gồm các loài: